# Klosterstern
Der Klosterstern ist ein Platz im Hamburger Stadtteil Harvestehude und der älteste Kreisverkehr Hamburgs. Er bringt die St. Benedictstraße, den Harvestehuder Weg, die Rothenbaumchaussee, die Straße Jungfrauenthal, den Eppendorfer Baum und die Oderfelder Straße zusammen. Sein Name nimmt Bezug auf das Harvestehuder Nonnenkloster. In seiner Nähe steht am Harvestehuder Weg die (neue) Hauptkirche St. Nikolai von 1962. Der U-Bahnhof Klosterstern liegt unter ihm. Er wird unter anderem als Kreisverkehr und Park genutzt.

## Nutzung
Der runde Platz wird am äußeren Rand als Parkplatz genutzt. Im Zentrum befindet sich eine kleine Parkanlage mit Wiese und altem Baumbestand. Der Kreis, den die Straße beschreibt, hat einen Durchmesser von etwa 100 Metern.
Während fünf Seiten von Bebauung eingenommen werden, befindet sich zwischen dem Harvestehuder Weg und der Rothenbaumchaussee der Bolivarpark. Die an den Platz grenzenden Gebäude stehen – mit Ausnahme der Hausnummern 1, 2 und 10 – als Einzelobjekte unter Denkmalschutz, während alle Gebäude samt näherer Umgebung unter Ensembleschutz stehen (s. auch Liste der Kulturdenkmäler in Hamburg-Harvestehude).

## Verkehr
Unter dem Platz liegt der ebenfalls denkmalgeschützte U-Bahnhof Klosterstern der U-Bahn Hamburg. Am 2. Juni 1929 im Rahmen der KellJung-Linie eröffnet, wird er heute von der Linie U1 bedient. Außerdem wird der Platz von der Stadtbuslinie 114 und der Nachtbuslinie 605 angefahren.
Der Klosterstern gilt als Raum mit den meisten Verkehrsunfällen mit verletzten Radfahrenden in Hamburg. Im Jahr 2023 wurden 13 solcher Fälle gezählt.

## Nachweise
1. ↑  Statistikamt Nord: Straßen- und Gebietsverzeichnis der Freien und Hansestadt Hamburg
2. ↑  Genevieve Wood: Kreisverkehr - bald geht es rund. 19. Mai 2005, abgerufen am 3. Dezember 2023 (deutsch).
3. 1 2  Geoportal Hamburg
4. ↑  André Zand-Vakili: Weniger Radunfälle – aber in der Mehrheit sind Radfahrer schuld. 25. September 2024, abgerufen am 26. September 2024.

Koordinaten: 53° 34′ 54,3″ N, 9° 59′ 19,1″ O